# Patricia McCormick
Patricia Joan McCormick (Seal Beach, 12 de mayo de 1930-Santa Ana, 7 de marzo de 2023) fue un deportista estadounidense que compitió en saltos de trampolín y plataforma. Es madre de la también saltadora Kelly McCormick.
Participó en dos Juegos Olímpicos de Verano en los años 1952 y 1956, obteniendo cuatro medallas de oro, dos en Helsinki 1952 y dos en Melbourne 1956. Ganó cuatro medallas en los Juegos Panamericanos, en los años 1951 y 1955.

## Palmarés internacional
| Juegos Olímpicos     | Juegos Olímpicos          | Juegos Olímpicos | Juegos Olímpicos |
| Año                  | Lugar                     | Medalla          | Prueba           |
| -------------------- | ------------------------- | ---------------- | ---------------- |
| 1952                 | Helsinki (Finlandia)      | Medalla de oro   | Trampolín 3 m    |
| 1952                 | Helsinki (Finlandia)      | Medalla de oro   | Plataforma 10 m  |
| 1956                 | Melbourne (Australia)     | Medalla de oro   | Trampolín 3 m    |
| 1956                 | Melbourne (Australia)     | Medalla de oro   | Plataforma 10 m  |
| Juegos Panamericanos |                           |                  |                  |
| Año                  | Lugar                     | Medalla          | Prueba           |
| 1951                 | Buenos Aires (Argentina)  | Medalla de oro   | Plataforma 10 m  |
| 1951                 | Buenos Aires (Argentina)  | Medalla de plata | Trampolín 3 m    |
| 1955                 | Ciudad de México (México) | Medalla de oro   | Trampolín 3 m    |
| 1955                 | Ciudad de México (México) | Medalla de oro   | Plataforma 10 m  |